# 横川凱
横川 凱（よこがわ かい、2000年8月30日 - ）は、滋賀県坂田郡山東町（現：米原市）出身のプロ野球選手（投手）。左投左打。読売ジャイアンツ所属。

## 経歴
野球を始めたきっかけはWBCで、小学2年生から野球を始め、米原市立大東中学校時代は湖北ボーイズに所属、ボーイズリーグ選抜「野茂ジャパン」に選ばれるほどの逸材だった。ボーイズ時代の後輩に土田龍空がいる。
高校は強豪校である大阪桐蔭高等学校に入学。1年秋からベンチ入りし、2年春夏～3年春夏に計4試合に登板。3年時には同級生の根尾昂、藤原恭大、柿木蓮らとともに甲子園春夏連続優勝に貢献した。投手として、柿木、根尾に次ぐ3番手であった。高卒後の進路をプロ志望か大学進学か悩んでいるときに高校に母校訪問していた先輩に相談し金言をもらって迷いは消えた。
2018年10月25日に行われたドラフト会議では、読売ジャイアンツから4位指名を受け、契約金4000万円、年俸555万円で入団した（金額は推定）。背番号は62。担当スカウトは渡辺政仁。根尾、藤原、柿木もドラフト指名され、同一高校から同時に4人がドラフト指名されたのは、2001年の日大三高以来17年ぶり5校目となった。

### 巨人時代
2019年は主に三軍でプレーし、二軍での成績は4試合登板、1勝1敗防御率6.00だった。オフには台湾ウィンターリーグにNPB WHITEとして参加し、2勝を挙げた。オフに25万円増の推定年俸580万円で契約を更改した。
2020年は二軍で7試合に登板、1勝1敗防御率3.48の成績を残し、11月1日にプロ入り初の一軍昇格。11月8日の東京ヤクルトスワローズ戦でプロ初先発し5回1失点と好投し勝利投手の権利を持って降板したが、救援登板した田中豊樹が逆転を許しプロ初勝利はお預けとなった。オフに、50万円増の推定年俸630万円で契約を更改した。
2021年は一軍で2試合に先発し0勝1敗、防御率3.38を記録。11月15日に育成契約への移行を前提として自由契約とすることを通告された。12月9日に20万円増となる推定年俸650万円で育成選手として再契約した。背番号は062に変更された。
2022年、4月11日に支配下復帰を果たし、背番号は62に戻った。この年は1試合登板で防御率は15.00であったがオフには再び育成契約となり、推定年俸は10万円増となる660万円となった。12月14日、背番号が再び062に変更されることが発表された。
2023年は昨秋から取り入れた新フォームで春季キャンプ中に評価を受け、3月9日には再び支配下復帰となり、背番号も62に戻った。先発として3度目となった4月23日の東京ヤクルトスワローズ戦にて5回59球・5安打2失点でプロ初勝利を挙げ、チーム歴代で日本人左腕投手の最長身勝利となった。柿木、根尾よりも早くプロ初勝利を挙げたことについて「高校3年間一番下だった。一番になりたいと思っていた」「先に勝てたとは思っておらず、皆が活躍できるように切磋琢磨したい」と話した。最終的に20試合（うち16先発）に登板し、4勝8敗防御率3.95を記録。11月30日に1040万円増となる推定年俸1700万円で契約を更改した。
2024年はオープン戦期間中に一軍へ参加するが開幕は二軍スタートとなり、4月14日に開幕後初昇格。5試合登板で2先発を果たし、1勝1敗防御率1.38を記録するが5月7日に登録抹消。二軍では18登板で6勝6敗防御率3.75を記録し、後半戦の9月7日に一軍へ再昇格を果たすとこの日の横浜DeNAベイスターズ戦では延長11・12回を無失点に抑え、オコエ瑠偉のサヨナラ本塁打により勝利投手となった。シーズン全体では先発やロングリリーフを中心に12試合に登板（うち3先発）、3勝1敗で防御率0.94の成績を収めた。11月22日に200万円増となる推定年俸1900万円で契約を更改した。

## 選手としての特徴
上述のように2022年秋からフォームの変更に取り組み、グラブを高く上げて左手を振り下ろす反動をつけて投球することで球威がより強くなり、球速も130km/h台から140km/h台中盤に上がった。キャンプ中には、長身も相まってより高い位置から振り下ろす姿を見て原監督が「タワーマン」と名付けた。
また、2022年オフには中日に移籍した涌井秀章の自主トレに参加し、従来のトレーニング方法とは変えて投手としてフォームのみならずマウンドでの立ち方や目線などを細かく指導されたという。涌井曰く「一軍の先発投手は感覚の良い球を8割、9割投げないと通用しない」という。23年1月23日には動作解析施設のネクストベース・アスリートラボでは、スローで指の動作などを確認したところ球に良い回転をかけられていないことが判明したため、以降は指のウォーミングアップも取り入れて指先の感覚にも進化を求めている。

## 人物
- 名前の由来は、戦いに帰ってくる「凱旋」から名付け、「パリの凱旋門は四方八方に道が開けている」ことから色々な可能性が広がっているという意味が込められている[3]。この由来による母の激励から寮生活では部屋に凱旋門の絵が飾られていたという[3]。
- 性格は穏やかだが、その一方で負けず嫌いで、子供の頃には試合で負けると隠れて悔し涙を流したこともあった[3]。大人になり手に取った本で見た「目先の快楽・結果だけをみるのか、先を見据えて考えるのか」という内容から、野球においてもその考え方を重ねて、家計簿もつけるようになり、物事を突き詰めて考える性格でもある[27]。
- 人生で初めて購入したグラブはダルビッシュ有のモデル[3]。
- 小学2年時に母に贈った手紙には、「メジャーリーガーになりたい、ジャイロボールを扱えるようになりたい」、毎日食事などの世話をしてくれる母に対して「ママの子に生まれてよかった」と感謝の言葉と共に綴られている[37]。
- 少年時代の好きな言葉「3年後に変わるんじゃない、明日になったら変わるんじゃない、今変わるんだ。努力したら変われる」[3]
- 父親は阪神タイガースが好きで、甲子園で伝統の一戦を何度も見たことがある大の野球ファンで、プロ初勝利の試合も両親が観覧をしていた[3]。
- 2023年時点の趣味はMLB投手の動画鑑賞で、球の軌道などを見ているという[3]。

## 詳細情報

### 年度別投手成績
| 年 度     | 球 団     | 登 板 | 先 発 | 完 投 | 完 封 | 無 四 球 | 勝 利 | 敗 戦 | セ 丨 ブ | ホ 丨 ル ド | 勝 率 | 打 者 | 投 球 回 | 被 安 打 | 被 本 塁 打 | 与 四 球 | 敬 遠 | 与 死 球 | 奪 三 振 | 暴 投 | ボ 丨 ク | 失 点 | 自 責 点 | 防 御 率 | W H I P |
| --------- | --------- | ----- | ----- | ----- | ----- | -------- | ----- | ----- | -------- | ----------- | ----- | ----- | -------- | -------- | ----------- | -------- | ----- | -------- | -------- | ----- | -------- | ----- | -------- | -------- | ------- |
| 2020      | 巨人      | 2     | 1     | 0     | 0     | 0        | 0     | 0     | 0        | 0           | ----  | 20    | 5.2      | 4        | 1           | 1        | 0     | 0        | 2        | 0     | 0        | 1     | 1        | 1.59     | 0.88    |
| 2021      | 巨人      | 2     | 2     | 0     | 0     | 0        | 0     | 1     | 0        | 0           | .000  | 37    | 8.0      | 9        | 2           | 2        | 0     | 0        | 9        | 0     | 0        | 4     | 3        | 3.38     | 1.38    |
| 2022      | 巨人      | 1     | 1     | 0     | 0     | 0        | 0     | 1     | 0        | 0           | .000  | 17    | 3.0      | 7        | 0           | 1        | 0     | 0        | 0        | 0     | 0        | 5     | 5        | 15.00    | 2.67    |
| 2023      | 巨人      | 20    | 16    | 0     | 0     | 0        | 4     | 8     | 0        | 0           | .333  | 348   | 84.1     | 79       | 10          | 24       | 0     | 4        | 46       | 2     | 0        | 38    | 37       | 3.95     | 1.22    |
| 2024      | 巨人      | 12    | 3     | 0     | 0     | 0        | 3     | 1     | 0        | 0           | .750  | 111   | 28.2     | 23       | 0           | 10       | 1     | 0        | 9        | 0     | 0        | 4     | 3        | 0.94     | 1.15    |
| 通算：5年 | 通算：5年 | 37    | 23    | 0     | 0     | 0        | 7     | 11    | 0        | 0           | .389  | 533   | 129.2    | 122      | 13          | 38       | 1     | 4        | 66       | 2     | 0        | 52    | 49       | 3.40     | 1.23    |

- 2024年度シーズン終了時

### 年度別守備成績
| 年 度 | 球 団 | 投手  | 投手  | 投手  | 投手  | 投手  | 投手     |
| 年 度 | 球 団 | 試 合 | 刺 殺 | 補 殺 | 失 策 | 併 殺 | 守 備 率 |
| ----- | ----- | ----- | ----- | ----- | ----- | ----- | -------- |
| 2020  | 巨人  | 2     | 0     | 0     | 0     | 0     | ----     |
| 2021  | 巨人  | 2     | 0     | 1     | 1     | 0     | .500     |
| 2022  | 巨人  | 1     | 0     | 2     | 0     | 0     | 1.000    |
| 2023  | 巨人  | 20    | 6     | 23    | 1     | 1     | .967     |
| 2024  | 巨人  | 12    | 3     | 7     | 1     | 1     | .909     |
| 通算  | 通算  | 37    | 9     | 33    | 3     | 2     | .933     |

- 2024年度シーズン終了時

### 記録
初記録
投手記録
- 初登板：2020年11月4日、対広島東洋カープ23回戦（MAZDA Zoom-Zoom スタジアム広島）、8回裏一死に5番手で救援登板・完了、2/3回無失点
- 初奪三振：同上、8回裏に大盛穂から見逃し三振
- 初先発登板：2020年11月8日、対東京ヤクルトスワローズ24回戦（東京ドーム）、5回3被安打1失点で勝敗つかず
- 初勝利・初先発勝利：2023年4月23日、対東京ヤクルトスワローズ3回戦（明治神宮野球場）、5回2失点[38]

打撃記録
- 初打席：2020年11月8日、対東京ヤクルトスワローズ24回戦（東京ドーム）、2回裏にアルバート・スアレスから投前犠打
- 初安打：2021年5月27日、対東北楽天ゴールデンイーグルス3回戦（東京ドーム）、3回裏に瀧中瞭太から中前安打
- 初打点：2023年5月18日、対東京ヤクルトスワローズ9回戦（明治神宮野球場）、6回表に大西広樹から左前適時打[39]

### 背番号
- 62（2019年[7] - 2021年、2022年4月11日[19] - 同年終了、2023年3月9日[22] - ）
- 062（2022年[18] - 同年4月10日、2023年[21] - 同年3月8日）

### 登場曲
- 「歩み」GReeeeN（2020年 - ）
- 「もう少しだけ」YOASOBI（2021年 - 2022年） ※打席時
- 「ブラザービート」Snow Man（2023年5月）
- 「チキン野郎」からあげ弁当（2023年6月 - ）
- 「GOOD LUCKY!!!!!」グッキー（2023年6月16日 - ） ※打席時